# 2644 Victor Jara
2644 Victor Jara là một tiểu hành tinh bay quanh Mặt Trời ở hệ Mặt Trời. Ban đầu nó có tên là 1973 SO2.
2644 Victor Jara được phát hiện bởi nhà thiên văn học Nga Nikolai Stepanovich Chernykh ở Krym, ngày 22 tháng 9 năm 1973.